# Wilhelmina Drupsteen

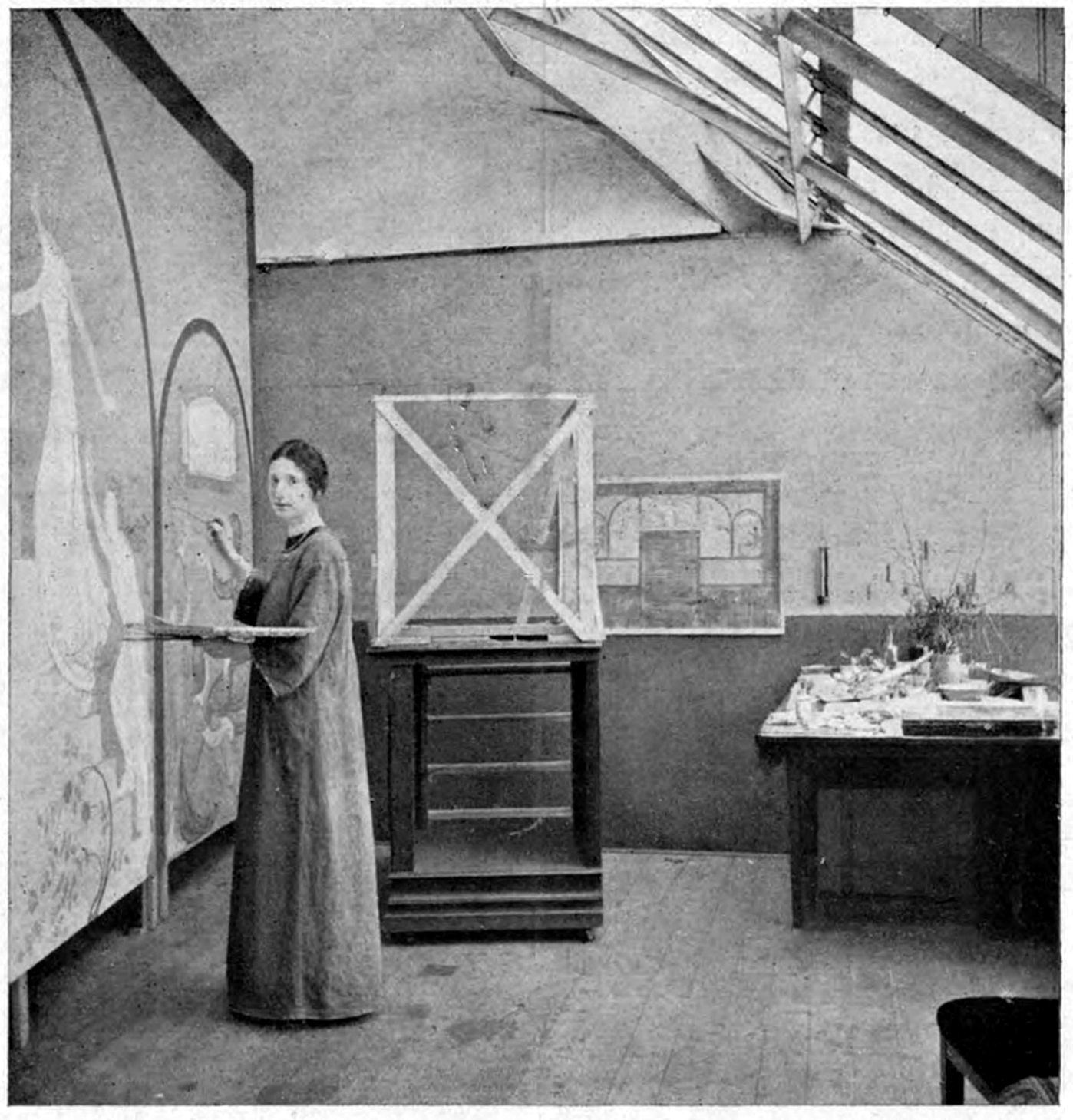
Mej. W. C. Drupsteen in haar atelier, bezig de wandschilderingen voor de Tentoonstelling De Vrouw 1813-1913 te vervaardigen, 1913

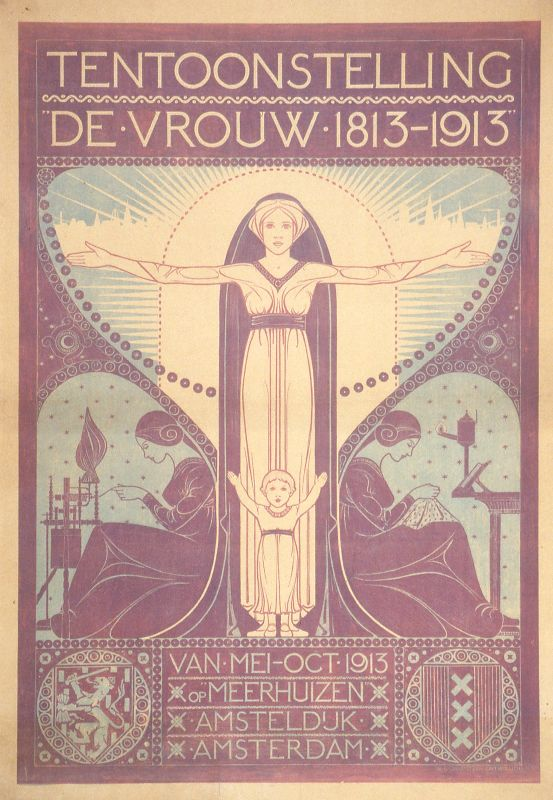
Affiche De Vrouw 1813-1913

Wilhelmina Cornelia Drupsteen (Amsterdam, 10 oktober 1880 – Oosterbeek, 2 april 1966) was een Nederlands grafisch ontwerper, illustrator, wandschilderes, schilderes, tekenaar, tekenlerares, lithograaf, etser en boekbandontwerpster. Zij werd vooral bekend door haar grafisch werk voor de vrouwenrechtenbeweging en door twee prentenboeken in art-nouveau-stijl. Deze sprookjesboeken zijn mooie voorbeelden van het esthetische, moderne kinderboek van die tijd. Prentenboeken zoals die ook door Theo van Hoytema en Ben Wierink aan het eind van de 19e eeuw en begin 20e eeuw gemaakt werden. Haar vrije werk is vooral naturalistisch van aard en bestaat vooral uit stillevens, portretten, genrestukken en landschappen.

## Jeugd en opleiding
Wilhelmina Drupsteen was de dochter van Derk Drupsteen, handelsreiziger van beroep en Sophia Agatha Maria de Ligt. Haar moeder was tot haar huwelijk dienstmeisje. Na de Rijksnormaalschool voor Teekenonderwijs in Amsterdam vervolgde Drupsteen haar opleiding aan de Rijksschool voor Kunstnijverheid in Haarlem en de Rijksakademie van beeldende kunsten in Amsterdam van 1902 tot 1906. Tot haar leermeesters behoorden K.P.C. de Bazel, Mathieu Lauweriks, Nicolaas van der Waay en H.J.M. Walenkamp. Zij verkreeg in 1906 een Koninklijke Subsidie voor Vrije Schilderkunst.

## Carrière
Wilhelmina Drupsteen was lid van Arti et Amicitiae in Amsterdam van ca. 1905 tot 1929, waar ze in 1908 de premie van de Willink van Collenprijs kreeg en werd ze als een van de eerste vrouwen lid van de Nederlandsche Vereeniging voor Ambachts- en Nijverheidskunst (VANK). Zij was assistent en later docent aan de Dagteeken- en Kunstambachtsschool voor Meisjes in Amsterdam van 1904 tot 1906.
Veel van haar opdrachtgevers waren in haar beginjaren afkomstig uit de vrouwenrechtenbeweging, zoals de Vereeniging voor Verbetering van Vrouwenkleeding. Voor hun maandblad maakte ze in 1903 modetekeningen van reformkleding, zoals die toentertijd gepropageerd werd door de vrouwenbeweging. Deze reformjurken zouden later ook gedragen worden door de sprookjesfiguren in haar prentenboeken. Ook verzorgde ze het affiche en wandschilderingen voor de tentoonstelling De Vrouw 1813-1913 en de band voor het Gedenkboek 1894-1919 van de Vereeniging voor Vrouwenkiesrecht. 
In 1939 ging ze in Gelderland wonen, waar ze zich bij diverse kunstenaarsverenigingen, onder andere Pictura Veluvensis, aansloot en aan lokale tentoonstellingen deelnam. Ze kreeg er nog les van Xeno Münninghoff. Vanaf 1955 kon Drupsteen door een oogziekte niet meer werken, en woonde zij tot aan haar dood in 1966 in tehuizen. Ze liet een deel van haar werk na aan het Kröller-Müller Museum.